# Promecidus
Promecidus är ett släkte av skalbaggar. Promecidus ingår i familjen långhorningar.
Kladogram enligt Catalogue of Life:
| Promecidus | \| \| Promecidus cylindricus \| \| \| \| \| \| Promecidus flavipennis \| \| \| \| \| \| Promecidus linearis \| \| \| \| |
|            | \| \| Promecidus cylindricus \| \| \| \| \| \| Promecidus flavipennis \| \| \| \| \| \| Promecidus linearis \| \| \| \| |
|            | Promecidus cylindricus                                                                                                  |
|            | |
|            | Promecidus flavipennis                                                                                                  |
|            | |
|            | Promecidus linearis |
|            | |